# Euphrosine pilosa
Euphrosine pilosa är en ringmaskart som beskrevs av Horst 1903. Euphrosine pilosa ingår i släktet Euphrosine och familjen Euphrosinidae. Inga underarter finns listade i Catalogue of Life.